# Eje montañoso central de Costa Rica
El eje montañoso central de Costa Rica es un sistema conformado por cuatro cordilleras, con dirección de noroeste a sureste, que atraviesa todo el territorio costarricense. El relieve no es constante, está interrumpido por depresiones o alteraciones en el suelo.

## Morfología
El territorio continental costarricense está formado por un eje montañoso longitudinal central, más cercano a la costa del océano Pacífico, localizado en dirección noroeste-sureste, de aproximadamente 650 km de largo. Las cuencas hidrográficas del país nacen a partir de este eje montañoso, el cual define también la morfología de las llanuras, y en medio de este eje se ubican las depresiones tectónicas principales, como el Valle Central.

## Cordilleras
La parte norte de Costa Rica está recorrida por tres cordilleras volcánicas, la Cordillera Volcánica de Guanacaste, la Cordillera de Tilarán, y la Cordillera Volcánica Central. La parte sur está recorrida por la Cordillera de Talamanca.
Las cordilleras de Tilarán y Guanacaste tienen indicios de haber registrado actividad volcánica en épocas recientes. Esto queda en evidencia ante la presencia de conos volcánicos, como el volcán Rincón de la Vieja (1.895 m s. n. m.), y el volcán Miravalles (2.028 m s. n. m.), cráteres activos ocasionalmente, y zonas con presencia de lava.

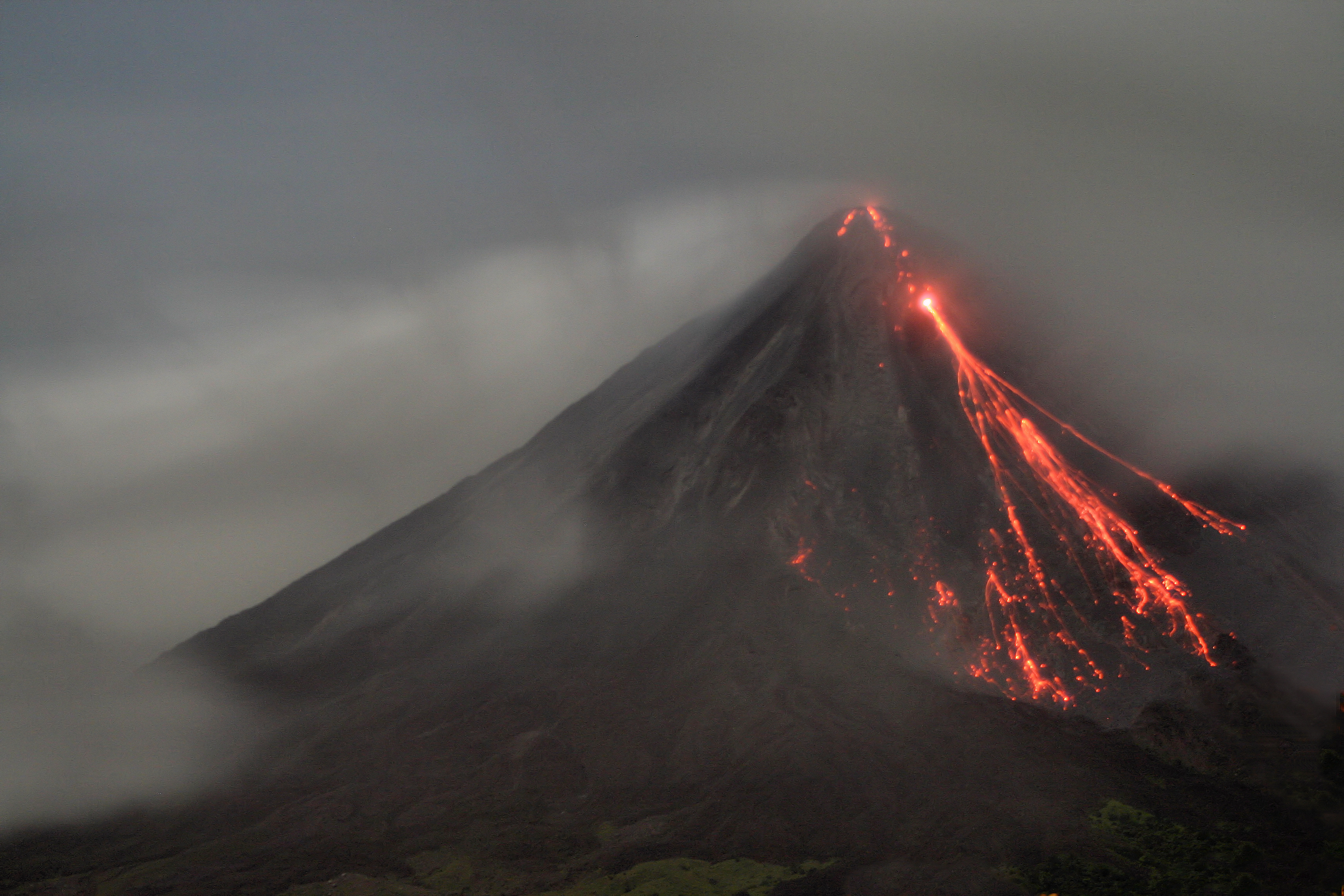
Volcán Arenal en erupción (vista nocturna).

Entre la cordillera de Tilarán y Guanacaste hay una depresión tectónica ocupada actualmente por el Volcán Arenal y el Lago Arenal. La Cordillera de Tilarán es la más antigua. Actualmente no registra actividad volcánica alguna, únicamente se hallan aguas termales en algunas zonas.